# Illa Fantasia
Illa Fantasia es un parque acuático situado en Vilasar de Dalt en la comarca del Maresme (Barcelona, España). Fue inaugurado en 1981 por el que fue su propietario, Antonio Sarrià. Un complejo de ocio familiar que cuenta con 22 atracciones acuáticas, repartidas en más de 80.000m2.

## Historia
En 1981, Antonio Sarrià, un empresario textil con éxito durante la época de los 80, decide invertir en unas de sus propiedades. Una finca ubicada en Vilasar de Dalt, con más de 80.000m², en la que se encontraban establos, un polideportivo con pistas de paddel, una piscina, un pequeño tobogán . 
Es el 1 de mayo de 1981 cuando se inaugura oficialmente un complejo de ocio compuesto por un polideportivo con pistas de tenis y squash, una plaza de toros, un restaurante y algunas atracciones acuáticas. 
Tras la excelente acogida de esta idea, se decidieron instalar más atracciones acuáticas y una discoteca, en el lugar donde antes se ubicaba el pabellón deportivo. Y la plaza de toros desaparece transformándose en un auditorio. 
Con los años, Illa Fantasia evolucionó hasta convertirse en un recinto de ocio con piscina de olas, zona de pícnic, un lago, un gran número de toboganes y un aparcamiento. 
En mayo de 2005, Josep María Cama y Joan Molist compran la totalidad de las acciones de Saleon, S.A., sociedad propietaria del parque, y deciden continuar con el negocio de su predecesor.

## Una visita por el parque
El parque se distingue por ser el único complejo lúdico con más de 10.000m² de zona verde. Consta de 22 atracciones acuáticas, tres macro piscinas, un parque infantil, zona de minigolf y un área de recreo. Dispone de más de 900 mesas de pícnic en un ambiente natural: un bosque de pinos. 
Dentro del parque también se encuentran cafeterías y restaurantes, self-service, una tienda, un cajero automático y varios puntos de información. 

### Algunas atracciones

#### Aquamanía
Tres tubos cerrados de 15 metros de altura por los que descender hasta llegar a una piscina.

#### Bitour
Tres toboganes en curva que surgen sobre uno de los restaurantes a 5 metros de altura. 

#### Espiral
Un tobogán acuático cerrado que permite deslizarse en una caída relajada en círculos. Se va perdiendo intensidad a medida que el usuario se acerca a la piscina.

#### Espirotub
Un tobogán cerrado, atravesado por el sol, que baja desde una torre de 10 metros de altura.

#### Jardí de la Delícies
Diversas esculturas en forma de tubos de hasta 12 metros, de las cuales brotan grandes cascadas de agua. Se ubican alrededor de dos grandes piscinas de más de 1000m2. Por la noche, su iluminación convierte el espacio en espectáculo. 

#### Kamikazes
Un largo tobogán a 20 metros de altura, a través del cual se logra alcanzar una velocidad de más de 60 kilómetros por hora, que culmina en una piscina.

#### Laberint Pirata
En una superficie de 1000 m² se encuentran fuentes, chorros de agua, barcos hundidos y cuatro toboganes acuáticos que, desde la parte más alta de la estructura, descienden en forma curva. Un barril situado en lo más alto deja caer 250 litros de agua sobre aquellos que se encuentran en la piscina.

#### Masia
Dos toboganes, uno al aire libre y el otro cubierto, permiten descender de forma muy rápida. 

#### Megatous
Consta de cuatro carriles independientes, con tres desniveles, compuestos de un material esponjoso recubiertos de una lona especial que permite un descenso muy resbaladizo.

#### Minitous
Un tobogán blando de poca inclinación que acaba en una piscina de poca profundidad.

#### Multipista
Un descenso de 20 metros a gran velocidad lleno de salpicaduras y giros hasta llegar a la piscina. 

#### Piscina de olas
Una simulación de playa, pero sin arena. Consta de 2.000 metros2 de superficie y más de 2 millones de litros de agua. 

#### Ràpids
Cuatro toboganes con curvas que proporcionan subidas y bajadas como si de una montaña rusa se tratara.

#### Riu Salvatge
Se trata de descender por un tobogán subidos en un flotador. Con más de 180 metros de longitud, el tobogán cruza sobre la zona de pícnic del parque ofreciendo una vista completa. 

#### Supertobogán
Un súper tobogán dividido en dos con un total de cuatro metros de zona para deslizarse. Un descenso sobre una superficie blanda con una caída de 10 metros, donde el agua salpica impidiendo ver el viaje hacia la piscina. 

#### Torpedo
Se trata de un tobogán de recorrido corto, cerrado y repleto de curvas y desniveles. 

#### Zigs-zags
Un recorrido en zig-zag a través de la vegetación hasta llegar a la piscina en tres toboganes diferentes desde lo más alto de la torre.